# Tat (språk)
Tat är ett iranskt språk som talas mestadels i Azerbajdzjan men också i Dagestan, Ryssland. År 2009 uppskattades språket att ha 28 300 talare. Språket är ett av Dagenstans officiella språk.
Tat anses vara hotat och det delas i fem huvuddialekter. Språkets närmaste släktspråk är bl.a. judeotat och persiska.
Språket undervisas i några skolor. Både barn och vuxna talar tat men det pågår en språkskifte till azerbajdzjanska. Språket kan skrivas med de arabiska, latinska och kyrilliska alfabeten.

## Fonologi
Fonologin enligt apsheron-dialekten:

### Vokaler
|           | Främre | Bakre |
| --------- | ------ | ----- |
| Sluten    | i \| y | u     |
| Halvöppen | e \| œ | o     |
| Öppen     | æ      | a     |

Källa:

### Konsonanter
|             | Labial | Alveodental | Postalveolar | Palatal | Velar  | Glottal |
| ----------- | ------ | ----------- | ------------ | ------- | ------ | ------- |
| Nasal       | m      | n           |              |         |        |         |
| Klusiv      | p \| b | t \| d      |              | c \| ɟ  | k \| g |         |
| Affrikat    |        |             | t͡ʃ \| d͡ʒ     |         |        |         |
| Frikativ    | f \| v | s \| z      | ʃ \| ʒ       |         | x \| ɣ | h       |
| Tremulant   |        | r           |              |         |        |         |
| Approximant |        | l           |              | j       |        |         |

Källa: